# 曹晚植
曹晚植（1883年2月1日—1950年10月15日），号古堂（韓語：고당），出生于今天的北韓平安南道江西郡，朝鮮獨立運動家，因為反覆被日本人關進監牢，後又因表現尚可被法庭釋放，在韓國被譽為「朝鲜的甘地」。但他卻在戰後政局變化下遇到遇到困難得多更多的對手，因為蘇聯發現可能存在反共傾向，隨後1950年在朝鮮被秘密處決。

## 朝鲜光复前的生涯
曹晚植早年进入平壤的基督教学校崇实中学学习并信奉基督教。
1908年毕业后留学日本，进入东京都的正则英语学校攻习英语，期间深受印度民族英雄甘地影响，决心投入到韓國獨立運動中。
1911年进入明治大学法学部学习，1913年回到朝鲜并在平安北道定州的五山学校先后任教师和校长（1915年任）。
1919年因参与三一运动而進入平壤监狱服刑一年之久，释放后继续进行民族运动培养实力。
1921年任平壤基督教青年会（YMCA）总务和山亭岘教会長老。
1922年为鼓励用国货与好友吴胤善组织了朝鲜物产奖励会并任会长。此时，曹晚植将「以积极的抗争，推翻日本帝国主义殖民统治」的策略，改变为「振兴教育的运动和振兴民族产业的运动」，开展了提高朝鲜人民的精神素质和经济生活水平的「培养民族实力运动」。他是想用提倡使用民族土产品、扶植民族企业的方法，拯救民族经济。他提出「靠朝鲜的东西，过朝鲜的日子」的口号，为开辟经济自给自足道路，朝鲜展开了泛国民物产奖励运动。为此，曹晚植一辈子只穿用土布缝制的朝鲜袄裤、朝鲜长袍和朝鲜鞋，他拒绝穿外国鞋，甚至。他的名片用纸也必须用国产纸。他的爱国精神，为他赢得了巨大声望。朝鲜人们把他当做最伟大的民族运动旗帜，从此被人称为“朝鲜的甘地”。
1923年加入由宋镇禹、金性洙创建的以民族教育为目的的研政会和朝鮮民立大学期成会，并回到崇仁中学校任教。1926年参加创建新干会，任平壤支部会長。1930年参加关西体育会，任会长。
1932年出任朝鲜日报社长，开展教育言論文化事業運動。1936年创建乙支文德将军修保会、白善行纪念馆、仁贞图书馆。
1943年反对志願兵制度，拒绝与朝鲜军司令官板垣征四郎对话而再次被投獄，日本不久只好把他释放。同年有人冒其名在朝鲜总督府机关报刊登支持志愿参加朝鲜籍日本兵的记事。

## 朝鲜光复后

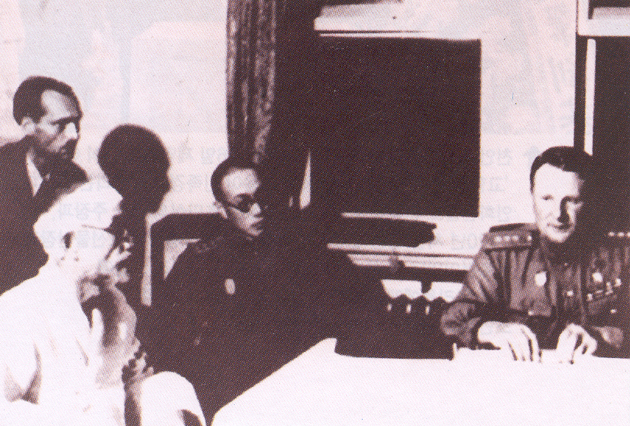
曹晚植（左一）於平壤會見蘇聯佔領軍中的第25集团军司令伊凡·奇斯嘉科夫上將（右一），日本军平壤师管区司令官竹下义晴 中将 (中)，1945年8月26日

1945年8月朝鲜光复后，曹晚植在平壤开展了一系列活动。11月初曹晚植在黄海道海州创建了朝鲜民主党，并任委员长，他的助手是牧师李永真。作为自己的政治口号，该党提出了建立独立的民主主义共和国，联合一切民主主义力量，发展民族工业和文化，将土地分给农民等。
该党与共产党人合作，赞同他们的共同的政治纲领，并坚持与苏联友好的立场。该党在各道里都有自己的组织，并以使自己的党成为朝鲜规模最大的政党为已任。盟軍託管朝鮮後，進駐北朝鮮的蘇聯軍事政府也有意邀曹晚植出任新政府首脑，派出了苏军特别宣传部长格雷戈里・梅克莱尔与之会谈。
曹当时在1945年11月成立的（38线）以北五道行政局委员会担任委员长，副委员长为金日成。当时多数朝独立运动家都集中在汉城，曹晚植算是朝鲜北方最有威望的人物。

## 被害
然而梅克莱尔在会谈后发现曹晚植有反共的倾向，梅克莱尔认为曹晚植只是表面讨好苏联，一旦曹晚植真正取得领导地位，他将不会遵循苏联的意思行事。此外，曹晚植反对同年12月莫斯科由美英苏三国外长会议提出的朝鲜联合国托管提案，更使苏联感到此人不可用。于是苏联支持金日成等人开始大力排挤曹晚植這個政治對手。
1946年1月4日，金日成在苏联支持下，组织召开了“北朝鲜五道行政局委员会”，会议主题即是推翻曹晚植的不信任议案，金日成一方有16人，而曹晚植的民族阵营一方仅有6人，会后曹晚植被迫辞去了委员长一职，次日被软禁并再次入狱，雖然在日本期間他屢次因為獨立運動被捕，但通常因爲法庭不久後即會釋放，也就沒有太大影響，他這次相對不幸的是蘇聯的到來，使得政局換了個手段兇殘的對手，沒有理由就被強押了四年，直至朝鲜战争期間都沒有被釋放。
在这段期间曹晚植本有望重获自由：朝鲜战争爆发几天前，北朝鲜副相朴宪永曾强烈要求曹晚植父子来向南韩交换几名共产主义者。对此李承晚要求北方先把曹晚植送来，然而北方坚持同时交换。最終双方没能达成统一意见。
1950年10月15日，曹晚植被朝鲜外务省的一群职员杀害。也有说是在10月18日被枪杀或病死。软禁时一直陪伴的次子和媳妇之后也下落不明。
1970年韩国授予其“建国勋章”。1991年他生前的头发被埋在韩国国家墓地。首尔和坡州有其铜像。

## 跆拳道
在跆拳道有叫「古堂」的套路，即为纪念曹晚植。朝鮮民主主義人民共和國已在1980年代以「主体」取代「古堂」。及後，基於跆拳道始創人的兒子，亦即國際跆拳道聯盟主席崔重華總裁，為了避免跆拳道與政治主張過份關聯，復以「古堂」名稱取代「主體」，但套路本身則維持不變。 （页面存档备份，存于）